# NGC 6503
NGC 6503 es una galaxia espiral situada en la constelación del Dragón, a una distancia de 5,27 megapársecs (17 millones de años luz) de la Vía Láctea. Es también la galaxia aparentemente más brillante de su constelación.
Es considerada similar a la galaxia del Triángulo en propiedades (sin embargo, su tasa de formación estelar es bastante modesta), poseyendo un núcleo galáctico activo de tipo LINER, y caracterizándose también por estar relativamente aislada en el espacio y sin ninguna galaxia cerca.
Al igual que sucede en muchas otras galaxias de tipo tardío, el hidrógeno neutro de NGC 6503 ocupa un área mucho más amplia que la galaxia visible en el óptico.